# Alpine Ski-Juniorenweltmeisterschaften 2019
Die 38. Alpinen Ski-Juniorenweltmeisterschaften fanden vom 18. bis 27. Februar 2019 im Fassatal in der italienischen Provinz Trentino statt. Teilnahmeberechtigt waren die Jahrgänge 1998 bis 2002. Austragungsorte waren das Skistadion „Aloch“ in Pozza di Fassa und die Piste „La Volata“ am Passo San Pellegrino (Gemeinde Moena).

## Herren

### Abfahrt
| Platz | Land | Sportler         | Zeit (min) |
| ----- | ---- | ---------------- | ---------- |
| 1     | SUI  | Lars Rösti       | 1:20,21    |
| 2     | AUT  | Julian Schütter  | 1:20,33    |
| 3     | AUT  | Manuel Traninger | 1:20,66    |
| 4     | NOR  | Atle Lie McGrath | 1:20,67    |
| 5     | SUI  | Josua Mettler    | 1:20,84    |
| 6     | USA  | Kyle Negomir     | 1:20,91    |

Datum: 20. Februar 
 Ort: La Volata, Passo San Pellegrino

### Super-G
| Platz | Land | Sportler         | Zeit (min) |
| ----- | ---- | ---------------- | ---------- |
| 1     | USA  | River Radamus    | 1:09,29    |
| 2     | NOR  | Lucas Braathen   | 1:09,63    |
| 3     | FRA  | Florian Loriot   | 1:09,77    |
| 4     | AUT  | Manuel Traninger | 1:09,84    |
| 5     | SUI  | Lars Rösti       | 1:10,09    |
| 6     | AUT  | Julian Schütter  | 1:10,36    |

Datum: 21. Februar 
 Ort: La Volata, Passo San Pellegrino

### Riesenslalom
| Platz | Land | Sportler                 | Zeit (min) |
| ----- | ---- | ------------------------ | ---------- |
| 1     | USA  | River Radamus            | 1:57,96    |
| 2     | ITA  | Tobias Kastlunger        | 1:58,80    |
| 3     | BEL  | Sam Maes                 | 1:58,89    |
| 4     | NOR  | Halvor Hilde Gunleiksrud | 1:59,14    |
| 5     | FRA  | Léo Anguenot             | 1:59,46    |
| 6     | FRA  | Florian Loriot           | 1:59,70    |

Datum: 25. Februar 
 Ort: Aloch, Pozza di Fassa

### Slalom
| Platz | Land | Sportler         | Zeit (min) |
| ----- | ---- | ---------------- | ---------- |
| 1     | ITA  | Alex Vinatzer    | 1:46,52    |
| 2     | USA  | Benjamin Ritchie | 1:47,90    |
| 3     | BEL  | Sam Maes         | 1:47,98    |
| 4     | AUT  | Joshua Sturm     | 1:48,29    |
| 5     | NOR  | Andreas Strand   | 1:48,40    |
| 6     | USA  | Jimmy Krupka     | 1:48,42    |

Datum: 26. Februar 
 Ort: Aloch, Pozza di Fassa

### Alpine Kombination
| Platz | Land | Sportler             | Zeit (min) |
| ----- | ---- | -------------------- | ---------- |
| 1     | SWE  | Tobias Hedström      | 2:04,03    |
| 2     | NOR  | Atle Lie McGrath     | 2:04,45    |
| 3     | NOR  | Lucas Braathen       | 2:04,48    |
| 4     | USA  | River Radamus        | 2:04,55    |
| 5     | AUS  | Louis Muhlen-Schulte | 2:04,87    |
| 6     | NOR  | Kaspar Kindem        | 2:04,93    |

Datum: 23. Februar 
 Ort: La Volata, Passo San Pellegrino (SuperG) / Aloch, Pozza di Fassa (Slalom)

## Damen

### Abfahrt
| Platz | Land | Sportlerin      | Zeit (min) |
| ----- | ---- | --------------- | ---------- |
| 1     | SUI  | Juliana Suter   | 1:23,91    |
| 2     | SUI  | Noémie Kolly    | 1:24,06    |
| 3     | AUT  | Lisa Grill      | 1:24,57    |
| 4     | SUI  | Stephanie Jenal | 1:24,67    |
| 5     | ITA  | Sofia Pizzato   | 1:24,74    |
| 5     | AUT  | Julia Scheib    | 1:24,74    |

Datum: 27. Februar 
 Ort: La Volata, Passo San Pellegrino

### Super-G
| Platz | Land | Sportlerin         | Zeit (min) |
| ----- | ---- | ------------------ | ---------- |
| 1     | NOR  | Hannah Sæthereng   | 1:14,54    |
| 2     | AUT  | Julia Scheib       | 1:14,68    |
| 3     | SUI  | Lindy Etzensperger | 1:14,74    |
| 4     | SUI  | Noémie Kolly       | 1:14,77    |
| 5     | USA  | Keely Cashman      | 1:14,92    |
| 6     | FRA  | Madeleine Chirat   | 1:15,01    |

Datum: 24. Februar 
 Ort: La Volata, Passo San Pellegrino
Das Rennen hätte ursprünglich am 22. Februar stattfinden sollen, konnte aber wegen starken Windes nicht durchgeführt werden. Daher wurde der Super-G-Teil der Alpinen Kombination als eigenständiger Wettbewerb gewertet.

### Riesenslalom
| Platz | Land | Sportlerin      | Zeit (min) |
| ----- | ---- | --------------- | ---------- |
| 1     | NZL  | Alice Robinson  | 1:54,99    |
| 2     | SUI  | Camille Rast    | 1:56,05    |
| 3     | NOR  | Kaja Norbye     | 1:56,15    |
| 4     | SLO  | Neja Dvornik    | 1:56,22    |
| 5     | AUT  | Julia Scheib    | 1:56,46    |
| 6     | FIN  | Riikka Honkanen | 1:56,62    |

Datum: 19. Februar 
 Ort: Aloch, Pozza di Fassa

### Slalom
| Platz | Land | Sportlerin     | Zeit (min) |
| ----- | ---- | -------------- | ---------- |
| 1     | SLO  | Meta Hrovat    | 1:47,70    |
| 2     | SUI  | Aline Danioth  | 1:48,59    |
| 3     | SWE  | Elsa Fermbäck  | 1:48,98    |
| 4     | SLO  | Neja Dvornik   | 1:49,03    |
| 5     | ITA  | Lara Della Mea | 1:49,55    |
| 6     | SUI  | Camille Rast   | 1:49,68    |

Datum: 20. Februar 
 Ort: Aloch, Pozza di Fassa

### Alpine Kombination
| Platz | Land | Sportlerin        | Zeit (min) |
| ----- | ---- | ----------------- | ---------- |
| 1     | SUI  | Nicole Good       | 2:03,77    |
| 2     | NOR  | Kaja Norbye       | 2:04,27    |
| 3     | SWE  | Ida Dannewitz     | 2:04,28    |
| 4     | USA  | Keely Cashman     | 2:04,54    |
| 5     | GER  | Martina Willibald | 2:04,60    |
| 6     | NOR  | Hannah Sæthereng  | 2:04,65    |

Datum: 24. Februar 
 Ort: La Volata, Passo San Pellegrino (SuperG) / Aloch, Pozza di Fassa (Slalom)

## Mannschaftswettbewerb
| Platz | Land | Sportler                                                             |
| ----- | ---- | -------------------------------------------------------------------- |
| 1     | FRA  | Augustin Bianchini Doriane Escané Jérémie Lagier Marie Lamure        |
| 2     | USA  | Katie Hensien A J Hurt River Radamus Benjamin Ritchie                |
| 3     | GER  | Fabian Himmelsbach Martina Ostler Nikolaus Pföderl Martina Willibald |

Datum: 22. Februar 
 Ort: Aloch
Pozza di Fassa

## Medaillenspiegel
| Platz | Land               | Gold | Silber | Bronze | Gesamt |
| ----- | ------------------ | ---- | ------ | ------ | ------ |
| 1     | Schweiz            | 3    | 3      | 1      | 7      |
| 2     | Vereinigte Staaten | 2    | 2      | –      | 4      |
| 3     | Norwegen           | 1    | 3      | 2      | 6      |
| 4     | Italien            | 1    | 1      | –      | 2      |
| 5     | Schweden           | 1    | –      | 2      | 3      |
| 6     | Frankreich         | 1    | –      | 1      | 2      |
| 7     | Neuseeland         | 1    | –      | –      | 1      |
| 7     | Slowenien          | 1    | –      | –      | 1      |
| 9     | Österreich         | –    | 2      | 2      | 4      |
| 10    | Belgien            | –    | –      | 2      | 2      |
| 11    | Deutschland        | –    | –      | 1      | 1      |